# Trapper Peak
Trapper Peak är en bergstopp i Kanada.   Den ligger i provinsen Alberta, i den centrala delen av landet, 3 000 km väster om huvudstaden Ottawa. Toppen på Trapper Peak är 2 988 meter över havet, eller 147 meter över den omgivande terrängen. Bredden vid basen är 0,63 km.
Terrängen runt Trapper Peak är kuperad åt sydost, men åt nordväst är den bergig.Trakten runt Trapper Peak är nära nog obefolkad, med mindre än två invånare per kvadratkilometer.. Det finns inga samhällen i närheten. 
Trakten runt Trapper Peak är permanent täckt av is och snö.